# ジョヴァンニ・ロゼリー
ジョヴァンニ・ロゼリー（Giovanni "John" Roselli、1980年9月23日 - ）は、アメリカ合衆国のプロレスラー。ニューヨーク州ホワイトプレインズ出身。ロメオ（Romeo）またはロメオ・ロゼリー（Romeo Roselli）のリングネームで知られる。
WWEでは入場の際、フロリダ州パナマシティとコールされていた。

## 来歴
ケビン・ランドリーの下でプロレスラーとなるためのトレーニングを開始し、1998年よりプロレスラーとしてのキャリアを開始。同年、ジョニー・ハートブレイカー（Johnny Heartbreaker）というリングネームでJPWA（Junior Pro Wrestling Association）に入団。JPWAでは当時、最長となる無敗記録を残すなどトップとして活躍。
2004年、EWA（Eastern Wrestling Alliance）に参戦した際にはEWAタッグチーム王座を奪取。この時のタッグパートナーであったアントニオ・トーマスは、後にWWEでザ・ハート・スロブスを結成した際のパートナーであるアントニオである。
同年7月、WWEとディベロップメント契約し、入団。傘下団体であるOVWでのトレーニングを経て、2005年2月にアントニオとタッグチームを再結成。2005年4月18日、PPVであるBacklash 2005のターモイル・マッチ形式による世界タッグ王座戦において、ザ・ハート・スロブスとしてウィリアム・リーガル & タジリを相手にWWE公式デビュー。
以降、RAWの前座番組であるHeatでの出番が主になり、ダンスなどで盛り上げる一方で試合ではジョバーとして役回りが多くなり、2006年にアントニオと共にWWEから解雇となった。
WWE解雇後はプロレスと並行してタレント活動を行うようになり、様々なジャンルのテレビ番組に出演している。
2016年6月、アメリカのナイキ・トレーニング・クラブのトレーナーに就任した

## 得意技
ダイビング・ネックブリーカー
フィニッシャー
ダブルニー・バックブリーカー
ダイビング・クロスボディ
サマーソルト・プランチャ
エレクタイル・ディスファンクション
アントニオとの合体技。ダブルSTO

## 獲得タイトル
EWA
- EWAタッグチーム王座 : 1回

w / アントニオ・トーマス
NWE
- NWEヘビー級王座 : 1回

WWC
- WWCプエルトリコヘビー級王座 : 1回

NRPW
- NRPW世界王座 : 1回
- NRPW世界タッグチーム王座 : 1回

w / アントニオ・トーマス
ENPW
- ENPWヘビー級王座 : 1回